# Ло Сбаранцо (Кунео)
Ло Сбаранцо је насеље у Италији у округу Кунео, региону Пијемонт.
Према процени из 2011. у насељу је живело 62 становника. Насеље се налази на надморској висини од 497 м.